# Philogenia raphaella
Philogenia raphaella är en trollsländeart som beskrevs av Selys 1886. Philogenia raphaella ingår i släktet Philogenia och familjen Megapodagrionidae. Inga underarter finns listade i Catalogue of Life.